# 北那珂郡
北那珂郡（日语：／ Kitanaka gun */?）是過去位于日本宮崎縣的一個郡；於1884年從舊那珂郡的北部地區分割而成，已於1896年被併入宮崎郡。
過去的轄區包含現在的宮崎市的部分地區。